# Фернандо Гарсія Пучадес
Фернандо Гарсія Пучадес (ісп. Fernando García Puchades, нар. 13 липня 1994, Валенсія) — іспанський футболіст, півзахисник французького клубу «Сошо».

## Ігрова кар'єра
Народився 13 липня 1994 року в місті Валенсія. Вихованець футбольної школи місцевого однойменного клубу.
Перший досвід дорослого футболу отримав 2013 року виступами на умовах оренди за команду «Рібарроя» з четвертого іспанського дивізіону.
Згодом протягом 2014–2015 років грав у третьому дивізіоні за «Валенсія Месталья», другу команду рідного клубу.
Наступні два сезони проводив у лізі на щабель вище — грав на умовах оренди у Сегунді, спочатку за «Кордову», а згодом за «Реал Ов'єдо».
Влітку 2017 року провів передсезонну підготовку разом з основною командою «Валенсії», проте не зміг справити враження на її тренерський штаб, який погодив переід гравця до «Алавес». Перехід відбувся 26 серпня 2017 року, проте у найближчі плани тренерів нової команди Фернандо також не входив, і його відразу ж віддали в оренду до «Лорки», ще представника другого іспанського дивізіону.
За рік, влітку 2018 року, новим клубом гравця став французький «Сошо», до лав якого він приєднався також на умовах оренди.

## Статистика виступів

### Статистика клубних виступів
Станом на 22 квітня 2017 року
| Сезон             | Команда             | Чемпіонат         | Чемпіонат | Чемпіонат | Національний кубок | Національний кубок | Національний кубок | Континентальні кубки | Континентальні кубки | Континентальні кубки | Інші змагання | Інші змагання | Інші змагання | Усього | Усього | Усього |
| Сезон             | Команда             | Ліга              | Ігор      | Голів     | Ліга               | Ігор               | Голів              | Ліга                 | Ігор                 | Голів                | Ліга          | Ігор          | Голів         | Ігор   | Голів  |        |
| ----------------- | ------------------- | ----------------- | --------- | --------- | ------------------ | ------------------ | ------------------ | -------------------- | -------------------- | -------------------- | ------------- | ------------- | ------------- | ------ | ------ | ------ |
| 2013–14           | «Рбарроя»           | ТД                | 33        | 3         | КІ                 | 0                  | 0                  |                      | -                    | -                    | -             | -             | -             | 33     | 3      |        |
| 2014–15           | «Валенсія Месталья» | СДБ               | 34        | 2         | КІ                 | 0                  | 0                  |                      | -                    | -                    | -             | -             | -             | 34     | 2      |        |
| 2015–16           | «Кордова»           | СД                | 37        | 1         | КІ                 | 0                  | 0                  |                      | -                    | -                    | -             | -             | -             | 37     | 1      |        |
| 2016–17           | «Реал Ов'єдо»       | СД                | 32        | 2         | КІ                 | 0                  | 0                  | -                    | -                    | -                    | -             | -             | -             | 32     | 2      |        |
| Усього за кар'єру | Усього за кар'єру   | Усього за кар'єру | 136       | 8         |                    | 0                  | 0                  |                      | -                    | -                    |               | -             | -             | 136    | 8      |        |